# Phryganea fossilis
Phryganea fossilis is een fossiele soort schietmot uit de familie Phryganeidae.